# 上田準二
上田 準二（うえた じゅんじ、1946年〔昭和21年〕12月27日 - ）は、日本の実業家。ファミリーマート代表取締役社長や、ユニー・ファミリーマートホールディングス代表取締役社長を経て、同社相談役。

## 人物・来歴
秋田県横手市大森町出身。秋田県立横手高等学校 卒業後すぐには就職せず、地元の郵便局長に声を掛けられ、昼は電報配達、夜は電話交換手をしていた。
1970年山形大学文理学部卒業。同年、伊藤忠商事入社。入社が内定した際、母は「下駄屋」や「反物屋」へ就職するものだと勘違いしたとのエピソードがある。経理部勤務を経て翌年、大阪畜産支部へ異動。その間海外赴任を経験し、1986年に業務本部へ異動。1989年には畜産第一課長となり、その後加工センター長、営業本部長、経営企画本部長となる。1994年には畜産部長、1997年にはプリマハム取締役に就任。同社赴任時には工場長や労働組合とも積極的に「飲みニケーション」を行い交流を深めた。その結果として5年連続で赤字続きだったプリマハムを再建させた。1999年には伊藤忠食品部門長補佐兼CVS事業部長、2000年にはCVS事業部長等を歴任。
2000年にはファミリーマートの執行役員、常務を経て、2002年に同社社長。ファミリーマートでは「社長塾」をスタートさせる。同社社長時代の取材によれば、「目標は世界最高のホスピタリティ溢れる店舗にすること。ナンバーワンになるかのポイントは、どこの店舗が一番居心地が良いか。挨拶や接客だと思う。」「団塊世代のシニア層の獲得が勝ち残りのカギ。週3回来ても飽きない品揃えやホスピタリティの充実が必要。」と述べている。（2007年発売の週刊誌FRIDAYより）その後、同社代表取締役会長に退く。好きな秋田弁は「あがってたんせ」。
2014年には佐々木孝治ユニーグループ・ホールディングス相談役と、ゴルフコンペで経営統合交渉を開始することを合意した。
2016年9月、ユニーグループ・ホールディングスとファミマの経営統合であるユニー・ファミリーマートホールディングスの設立を主導し、同社社長に就任。経営のかじ取りを担っていくとしていたが、2017年2月28日をもって辞任し、同社の取締役相談役に退いた。
趣味は料理。自らがプロデュースしたオリジナル料理をファミリーマートの「社長（会長）のごはんシリーズ」として登場させた。また、ファストフーズ「ファミチキ」の考案者でもある。